# Prothema simile
Prothema simile es una especie de escarabajo longicornio del género Prothema, tribu Prothemini, subfamilia Cerambycinae. Fue descrita científicamente por Gressitt & Rondon en 1970.
La especie se mantiene activa durante el mes de mayo.

## Descripción
Mide 10-14 milímetros de longitud.

## Distribución
Se distribuye por Laos y Tailandia.